# After the Sunset
After the Sunset er en amerikansk actionkomediefilm fra 2004 instrueret af Brett Ratner. Filmen har Pierce Brosnan, Salma Hayek, Woody Harrelson og Don Cheadle på rollelisten.

## Medvirkende
- Pierce Brosnan som Max Burdett
- Salma Hayek som Lola Cirillo
- Woody Harrelson som Stan Lloyd
- Don Cheadle som Henri Mooré
- Naomie Harris som Sophie
- Shaquille O'Neal som sig selv
- Gary Payton som sig selv
- Karl Malone som sig selv
- Phil Jackson som sig selv
- Dyan Cannon som sig selv
- Edward Norton som sig selv
- Rex Linn som agent Kowalski